# Kościół Opatrzności Bożej w Jaworzu
Kościół Opatrzności Bożej w Jaworzu – rzymskokatolicki kościół parafialny w Jaworzu, w powiecie bielskim w województwie śląskim.

## Historia kościoła
Już najprawdopodobniej w 1447 roku istniał w tym miejscu drewniany kościół. Pod koniec XVIII wieku stan budynku był bardzo zły. Z tego powodu w 1802 roku Arnold baron Saint-Genois d'Anneaucourt (ówczesny właściciel wsi) zlecił mistrzowi murarskiemu Englischowi budowę kościoła, która zakończyła się w 1803 roku. W następnym roku świątynia została poświęcona. Tablica z herbem fundatora została wmurowana w kruchcie.
W 1880 roku, ze względu na wzrost liczby parafian i turystów odwiedzających Jaworze, powstał fundusz rozbudowy kościoła, który został założony przez ks. Jana Mrwkę i zarządcę uzdrowiska Edwarda Kwisdę. W 1885 roku rozbudowany kościół był gotowy do użytku i rozpoczęto w nim odprawianie nabożeństw, a w 1886 roku zakończono rozbudowę kościoła w Jaworzu. Kosztorys przebudowy został przeprowadzony przez bielskiego budowniczego Emanuela Rosta.
Jest to trzynawowa klasycystyczna świątynia, przebudowana w 1886 i w 1933 (dobudowano wówczas transept z kopułą).
Wzrost liczby wiernych spowodował kolejną rozbudowę kościoła w latach 1933–1934. Dobudowano wtedy kopułę w stylu włoskiego renesansu oraz transept. Natomiast kolumny, które ją podtrzymują, dzielą kościół na trzy nawy.

## Zabytkowe wyposażenie kościoła
Wewnątrz znajduje się późnobarokowe tabernakulum, dwa klasycystyczne ołtarze boczne, organy i dzwon z 1644. W jednym z ołtarzy znajduje się obraz Matki Bożej Berdyczowskiej (patronki konfederatów barskich), namalowany w 1806 przez Jana Ignowskiego z Żywca.

## Stary cmentarz
Na przylegającym do kościoła cmentarzu, znajduje się wydzielona część z pamiątkowym obeliskiem i kilkunastoma kamiennymi płytami nagrobnymi hrabiów Saint Genois d'Anneacourtów oraz Rudzkich z Kiczyc, Bludowskich z Błędowic, Centnerów z Cententalu i Laszowskich z Laszowa.

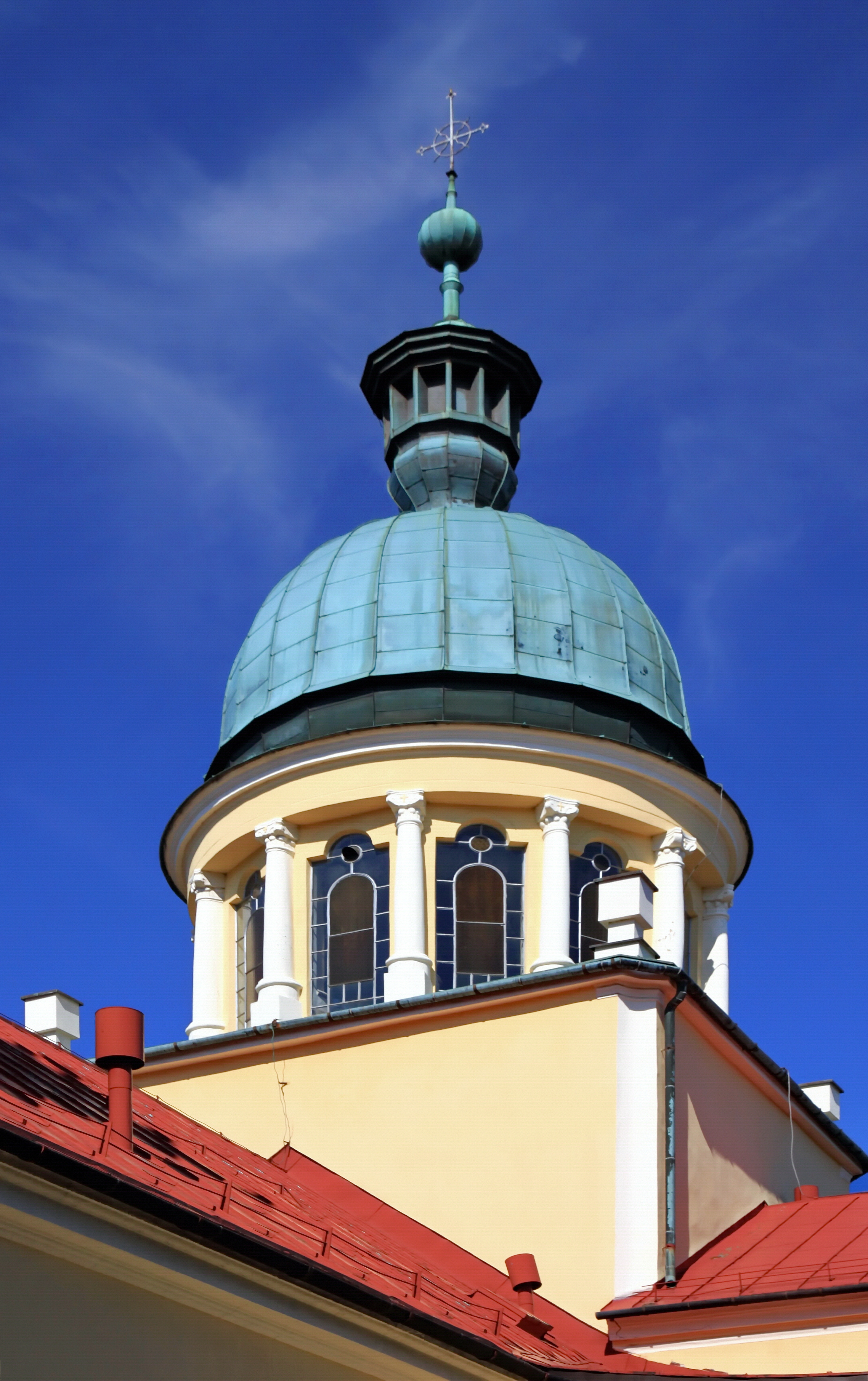
Kopuła
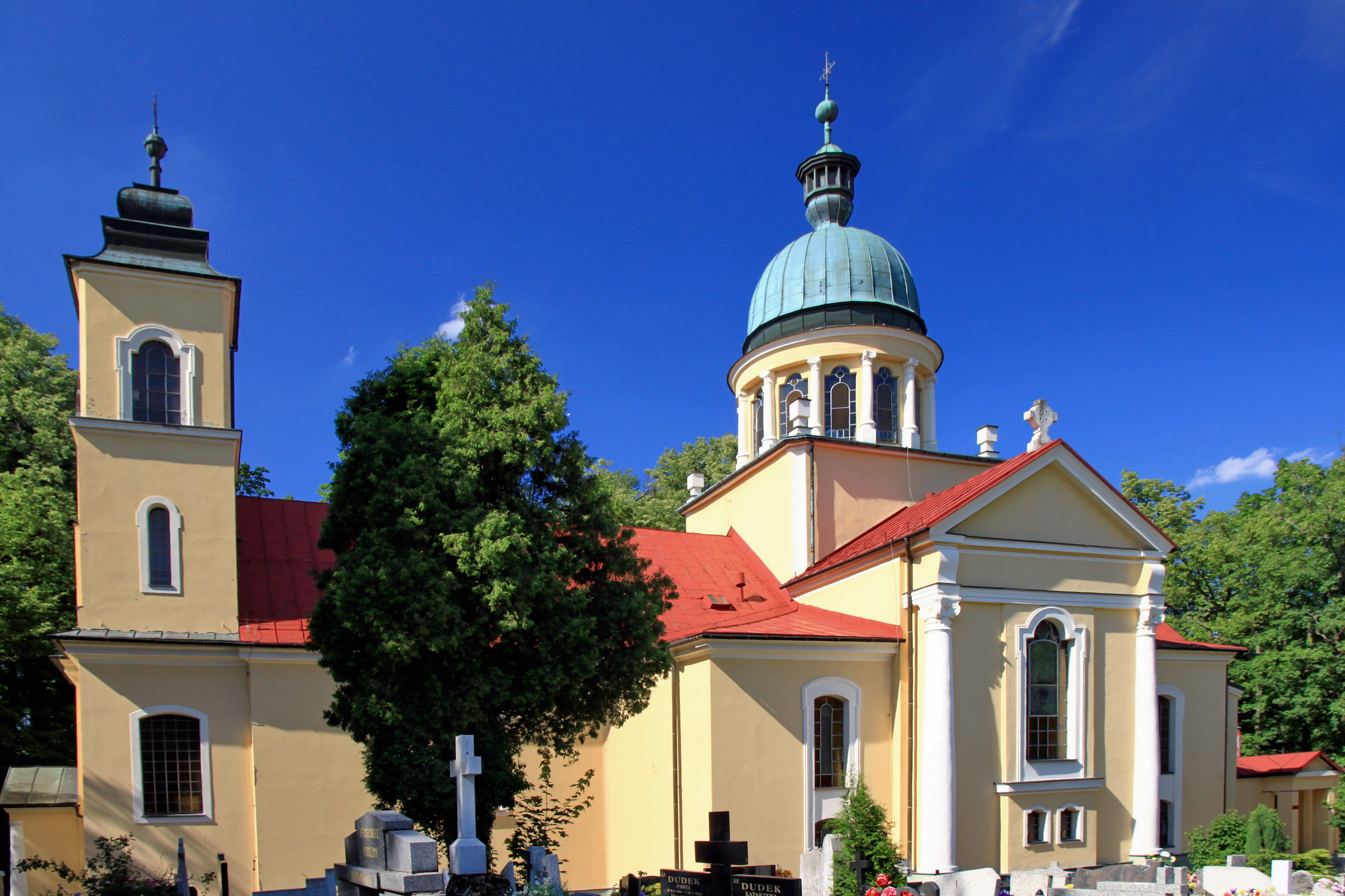
Południowa elewacja kościoła od strony cmentarza
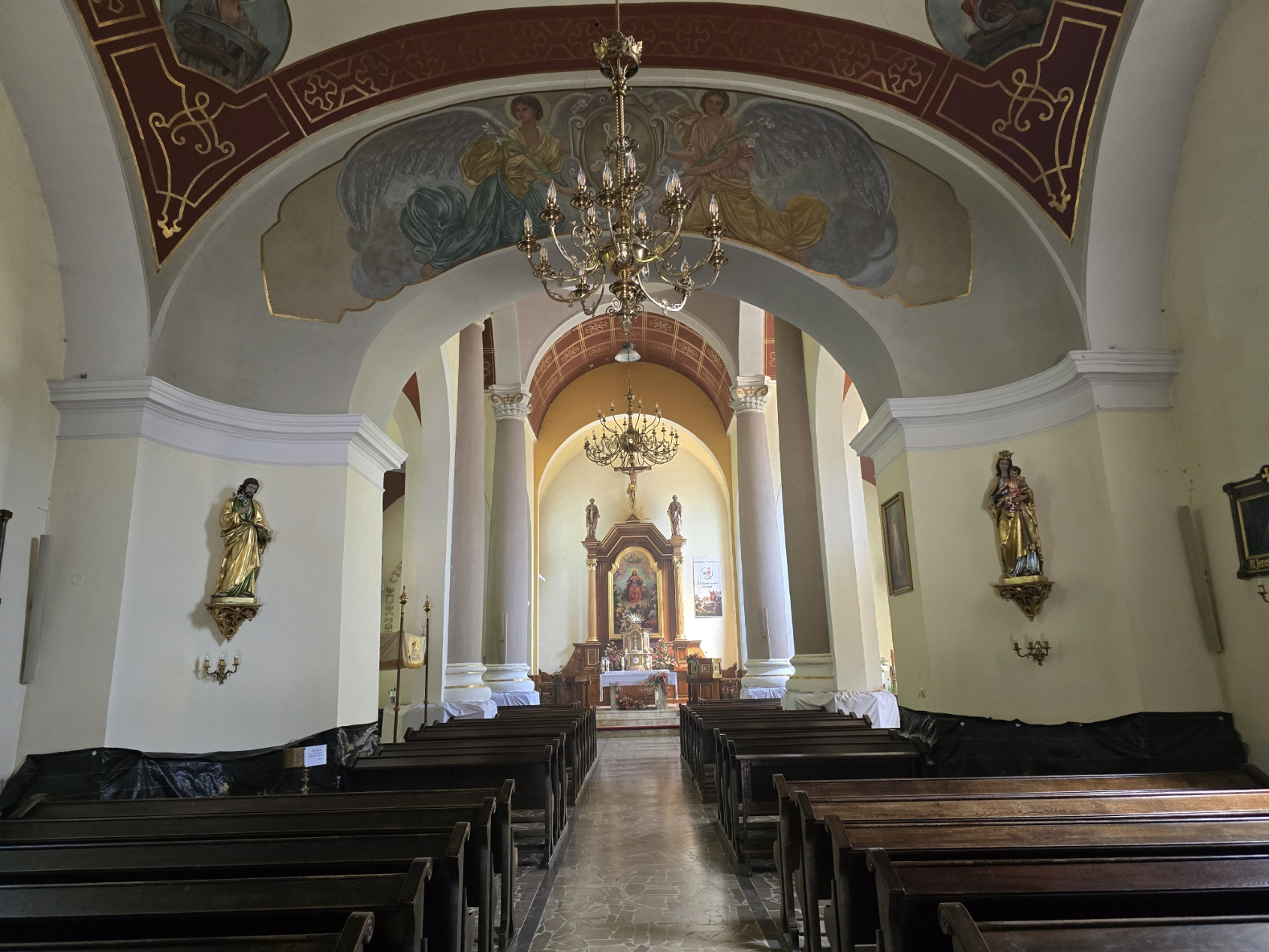
Wnętrze kościoła
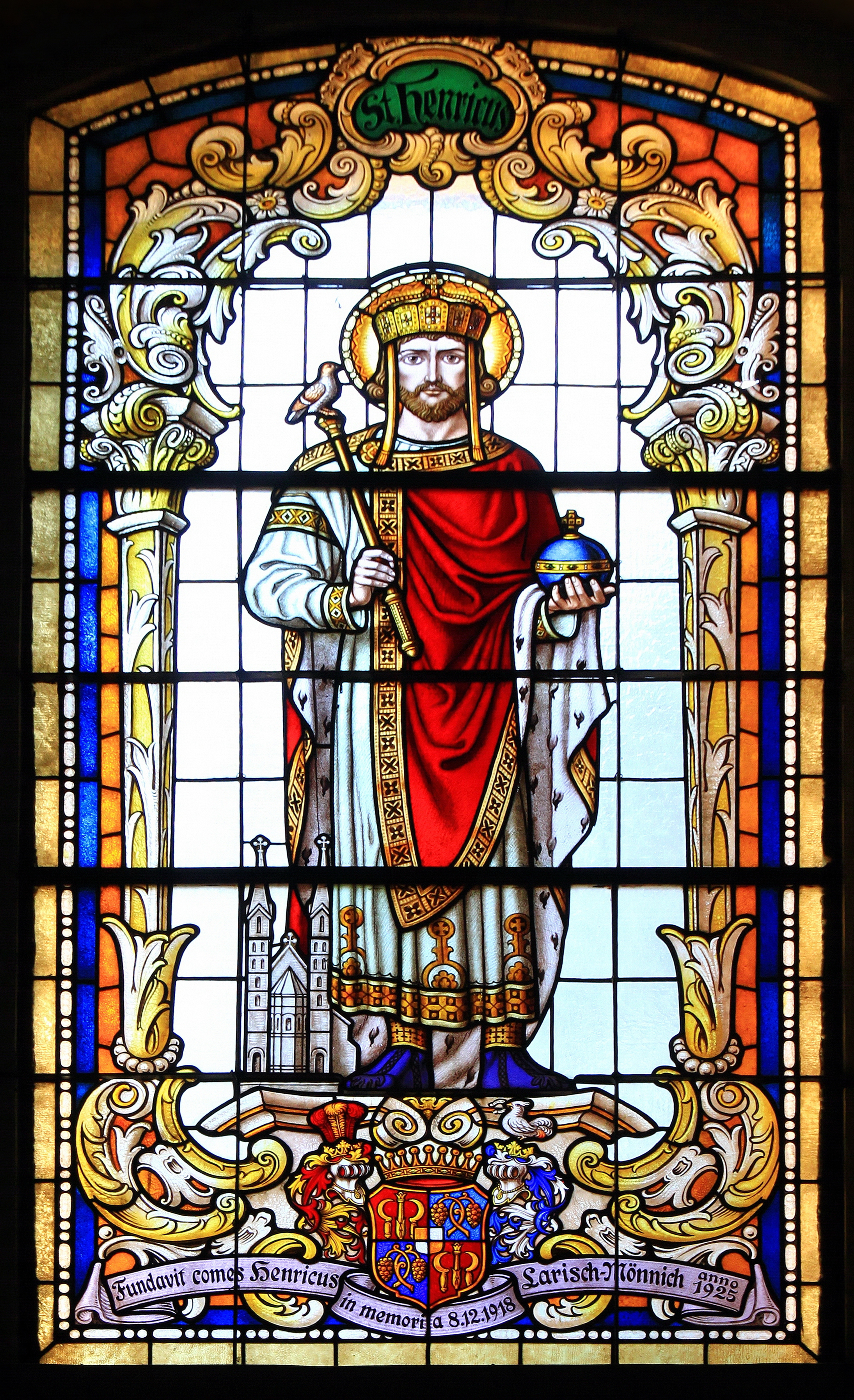
Witraż z wizerunkiem św. Henryka II
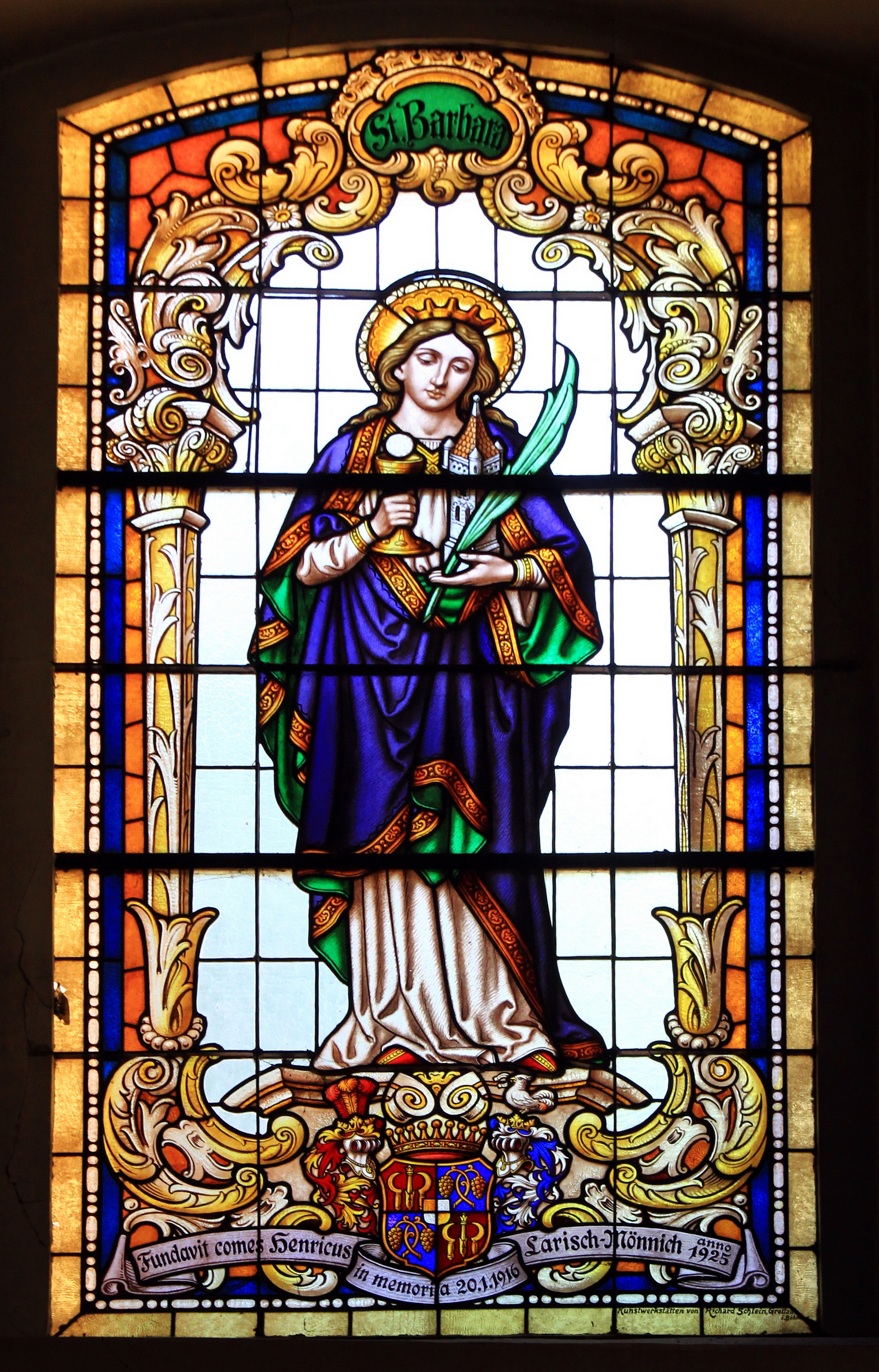
Witraż z wizerunkiem św. Barbary